# 短穗山姜
短穗山姜（学名：Alpinia pricei）为姜科山姜属下的一个种。

## 扩展阅读
- 維基物種上的相關：短穗山姜